# Gościejewo (województwo zachodniopomorskie)
Gościejewo – osada w Polsce położona w województwie zachodniopomorskim, w powiecie gryfickim, w gminie Płoty.
W latach 1975–1998 miejscowość administracyjnie należała do województwa szczecińskiego.
W 2002 roku osada liczyła 5 mieszkalnych budynków, w nich 8 mieszkań ogółem, z nich 7 zamieszkane stale. Z 7 mieszkań zamieszkanych 4 mieszkań wybudowany między 1945 a 1970 rokiem i 3 — między 1979 a 1988.
Od 38 osób 14 było w wieku przedprodukcyjnym, 14 — w wieku produkcyjnym mobilnym, 6 — w wieku produkcyjnym niemobilnym, 4 — w wieku poprodukcyjnym. Od 27 osób w wieku 13 lat i więcej 3 mieli wykształcenie wyższe, 8 — średnie, 6 — zasadnicze zawodowe, 6 — podstawowe ukończone i 4 — podstawowe nieukończone lub bez wykształcenia.

## Ludność[2]
W 2011 roku w osadzie żyło 36 osób, z nich 20 mężczyzn i 16 kobiet; 10 było w wieku przedprodukcyjnym, 15 — w wieku produkcyjnym mobilnym, 5 — w wieku produkcyjnym niemobilnym, 6 — w wieku poprodukcyjnym.